# Cattedrale della Dormizione di Santa Maria (Berat)
La cattedrale della Dormizione di Santa Maria (in albanese Katedralja Fjetja e Shën Mërisë) è una chiesa ortodossa di Berat, sita all'interno del castello di Berat, ex cattedrale della metropolia di Berat della chiesa ortodossa autocefala albanese fino al 1967 e sede dal 1986 del Museo iconografico Onufri.

## Storia
La chiesa fu costruita nel 1797 all'interno del castello di Berat, sebbene sia possibile che sullo stesso sito fosse già presente una chiesa. Rimase attiva come cattedrale e luogo di culto fino all'inserimento in costituzione dell'ateismo di Stato nel 1967. Nel 1968 furono rinvenuti due codici all'interno della cripta della chiesa: il Codex Purpureus Beratinus e il Codex Aureus Anthimi.
Il 27 febbraio 1986 all'interno della chiesa è stato inaugurato il Museo statale iconografico Onufri.

## Descrizione

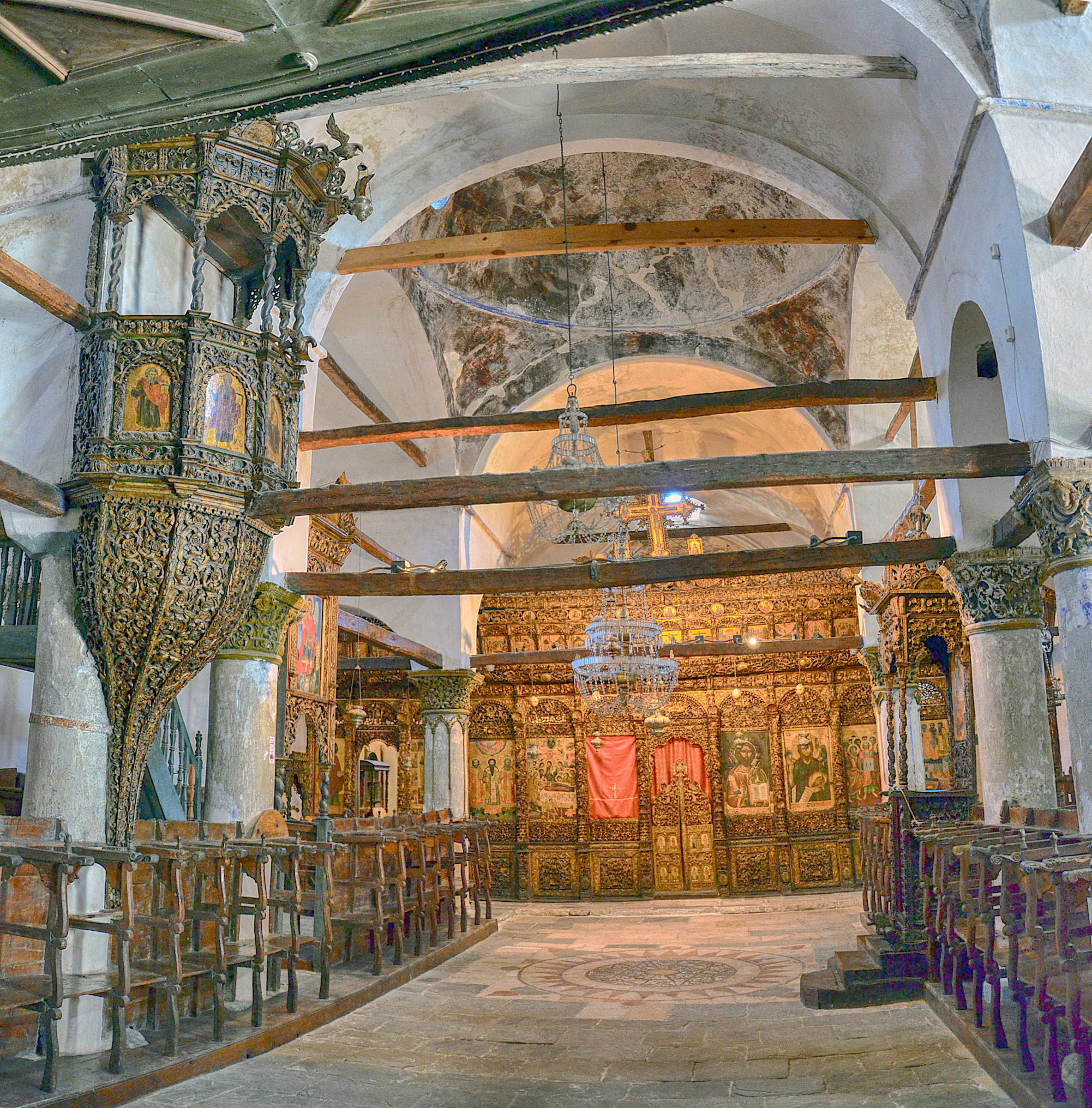
L'interno della chiesa con l'iconostasi lignea.

La chiesa è a pianta basilicale con tre navate, naos e nartece. All'interno è custodita l'iconostasi in legno con rifiniture in oro, realizzata nel 1807.